# Bulbophyllum flavum
Bulbophyllum flavum är en orkidéart som beskrevs av Rudolf Schlechter. Bulbophyllum flavum ingår i släktet Bulbophyllum och familjen orkidéer. Inga underarter finns listade i Catalogue of Life.